# 7500 (2019年の映画)
『7500』（ナナゴーゼロゼロ、原題:7500）は2019年に公開されたアメリカ合衆国・オーストリア・ドイツ合作のスリラー映画である。監督はパトリック・ヴォルラス、主演はジョセフ・ゴードン＝レヴィットが務めた。ヴォルラスにとって、本作が長編映画監督デビュー作となった。
タイトルの「7500」とは、航空機に搭載されるトランスポンダに入力するスコーク（航空機識別を目的とした4桁の数字）の一つで、ハイジャックを意味するもの。本作は日本国内で劇場公開されなかったが、Amazonプライム・ビデオでの配信が行われている。

## ストーリー
プロローグ
620便がベルリンからパリに向けて飛行していると、テロリストがコックピットに押し入ってきた。副操縦士のトビアスは何とかドアを閉めようとしたが、それが原因で腕を痛めた。それでもなお、トビアスはテロリストたちに果敢に立ち向かったが、乱闘中に機長のマイケルが刺されてしまった。
トビアスが緊急事態コード7500を管制塔に発信したところ、ハノーヴァーに向かえという指示を受けた。ほどなくして、マイケルが息を引き取ったため、トビアスが機長の任を代行することになった。
序盤
テロリストたちは再度コックピットに押し入ろうとしたが、その試みは失敗に終わった。その後、トビアスは機内の状況を管制塔に報告し、「機内でどんな事件が発生しようとも、規則通りにコックピットには絶対にテロリストを入れないように」と厳命される。
テロリストたちが「コックピットに入れろ。さもなくば、乗客を1人殺してやる」と脅しつけてきたため、トビアスは必死で彼らを宥めたが、結局、人質に取られた乗客は殺されてしまう。
トビアスが腕の手当てをしていると、テロリストたちは「ドアを開けないというなら、今度はキャビンアテンダントの一人を殺してやる」と脅しつけてきた。最悪なことに、人質に取られたのはトビアスの恋人であった。そこでトビアスは機内アナウンスで「テロリストたちの武装は貧弱だから、みなさんで制圧できるはず」と乗客に訴える。
さらにインターフォンで犯人の1人 ヴェダッドにやめさせてくれと頼み込む。一時は制圧できそうになったが恋人は殺されてしまう。自暴自棄になってコクピット内で暴れるトビアスだったが、緊急着陸先のハノーヴァー空港に近づいたため着陸の準備をする。
中盤
しかし、コクピット内で拘束しておいた一味のケナンの意識が戻り、トビアスは倒されて気を失ってしまい、そのすきにドアを開けると乗客に襲われていたヴェダッドが逃げ込んでくる。ケナンは準備していた声明文を無線で発信するとともに、自動操縦を解除して街のどまんなかにつっこうもうとする。死にたくないヴェダッドはやめさせようとするが、従わないのでケナンをガラス破片で殺害してしまう。
ヴェダッドは意識を取り戻したトビアスの拘束をとき墜落を回避することができ、あらためてハノーヴァーに着陸態勢を整える。着陸を拒絶するヴェダッドだったが、燃料が足りないという言葉を信じて着陸の操縦を手伝う。悪天候で自動操縦ができなかった上に、トビアスは左腕を負傷しスラストレバーやフラップを操作できなかったからだ。
終盤
着陸に成功すると乗客たちは緊急避難をするが、飛行機にはヴェダッドとトビアスが残った。警察からの交渉に応じないヴェダッドだったが、トビアスがアプローチをして説得をしつつも、ケナンから奪ったガラス片を確保して制圧の機会をうかがう。しかし、ガラス片がヴェダッドに見つかってしまい信用を勝ち取ることができない。
そこへヴェダッドの母親からの電話がきて自首をするよう懇願されるが、ヴェダッドは警察へ給油をせまりトビアスの首にガラス片を突きつける。トビアスも必死でやめさせようとするが狙撃によって左肩を撃ち抜かれ、警察が飛行機に突入。トビアスは警官に引きずられてコクピットを出るが恋人の遺体に対面する。
機長とケナンの遺体を残し、無人となったコクピットからヴェダッドのスマートフォンの着信音が鳴り響く……。

## キャスト
※括弧内は日本語吹替。
- ジョセフ・ゴードン＝レヴィット - トビアス・エリス（土田大）
- オミッド・メマール - ヴェダット（阪口周平）
- カルロ・キッツリンガー - マイケル・ラッツマン機長（井上和彦）
- アイリン・テツェル - ギョクチェ（行成とあ）
- オーレリー・テポー - ナタリー
- ムラタン・ムスル - ケナン
- ポール・ヴォリン - ダニエル

## 製作
2017年1月17日、ポール・ダノが本作に出演することになったとの報道があった。10月31日、ダノがスケジュールの都合で降板したため、ジョセフ・ゴードン＝レヴィットが代役として起用されたと報じられた。11月、本作の主要撮影がドイツのケルンとオーストリアのウィーンで始まった。

## 公開・マーケティング
2019年5月20日、アマゾン・スタジオズが本作の配信権を獲得したと報じられた。8月9日、ロカルノ映画祭で本作のプレミア上映が行われた。2020年6月10日、本作のオフィシャル・トレイラーが公開された。

## 評価
本作は批評家から好意的に評価されている。映画批評集積サイトのRotten Tomatoesには112件のレビューがあり、批評家支持率は68%、平均点は10点満点で6.45点となっている。サイト側による批評家の見解の要約は「『7500』は空の上を舞台にしたスリラー映画の最高傑作ではない。しかし、ジョセフ・ゴードン＝レヴィットの名演のお陰で、佳作と言える出来には仕上がっている。」となっている。また、Metacriticには23件のレビューがあり、加重平均値は58/100となっている。